# A.C. Bra
Associazione Calcio Bra là một câu lạc bộ bóng đá Ý, có trụ sở tại Bra, Piedmont. Bra hiện đang chơi ở Serie D

## Lịch sử

### Thành lập
Câu lạc bộ được thành lập vào năm 1913 và trải qua vài mùa giải ở Serie C1 và Serie C2.

### Serie D
Vào cuối mùa giải 2011-12, đội được thăng hạng từ Eccellenza Piedmont và Aosta Valley / B lên Serie D 
Vào cuối mùa giải 2012-13, đội được thăng hạng từ Serie D / A lên Lega Pro Seconda Divisione

## Màu sắc và huy hiệu
Màu của đội là vàng và đỏ.